# Запис Ђорђевића орах код цркве (Горњи Катун)
Запис Ђорђевића орах код цркве (Горњи Катун) се налази на парцели чији је власник Ђорђевић Иван.

## Локација
| Општина             | Варварин                                                         |
| Катастарска општина | Горњи Катун                                                      |
| Потес               | Виноградски брег                                                 |
| Координате          | 43° 44′ 35″ С; 21° 19′ 30″ И / 43.743099999999998° С; 21.3249° И |
| Надморска висина    | m                                                                |

## Карактеристике
Дендрометријске вредности утврђене на терену и сателитским снимцима:
| Стабло                     | Јасен |
| Висина стабла              | m     |
| Обим дебла                 | m     |
| Пречник крошње             | 6m    |
| Пречник дебла              | m     |
| Висина дебла до прве гране | m     |

## База записа
Запис је у оквиру Викимедија пројекта "Запис - Свето дрво" заведен под редним бројем 0541.